# Pies Descalzos
Pies Descalzos е третият студиен и официалният дебютен албум на колумбийската певица Шакира. Издаден е на 6 октомври 1995 г.

## Списък с песни

### Оригинален траклист
1. „Estoy aquí“ – 3:52
2. „Antología“ – 4:14
3. „Un poco de amor“ – 4:01
4. „Quiero“ – 4:10
5. „Te necesito“ – 4:00
6. „Vuelve“ – 3:53
7. „Te espero sentada“ – 3:24
8. „Pies descalzos, sueños blancos“ – 3:25
9. „Pienso en ti“ – 2:25
10. „¿Dónde estás corazón?“ – 3:51
11. „Se quiere, se mata“ – 3:38

### Японско издание
1. „Estoy aquí“ (Love & House Mix) – 8:31
2. „Estoy aquí“ (Radio Edit) – 4:50

### Бразилско издание
1. „Estou aqui“ (португалска версия) – 3:51
2. „Um pouco de amor“ (португалска версия) – 4:00
3. „Pés descalços“ (португалска версия) – 3:25
4. „Estoy aquí“ (радио редактиран) – 3:51
5. „¿Dónde estás corazón?“ (remix) – 3:51